# World Series 1934
Le World Series 1934 sono state la 31ª edizione della serie di finale della Major League Baseball al meglio delle sette partite tra i campioni della National League (NL) 1934, i St. Louis Cardinals e quelli della American League (AL), i Detroit Tigers. A vincere il loro terzo titolo furono i Cardinals per quattro gare a tre.
I Cards e i Tigers vinsero una gara ciascuno a Detroit e Detroit vinse due delle successive tre a St. Louis. I Cardinals vinsero però le successive due a Detroit, incluso un netto 11–0 nella decisiva gara 7. Le stelle dei campioni erano Joe ("Ducky") Medwick, che ebbe una media battuta di .379, risultando il migliore della serie con 5 punti battuti a casa e uno dei due fuoricampo di St. Louis, e i fratelli Dean, Dizzy e Paul (o "Daffy") Dean, che vinsero 2 gare a testa con 28 strikeout e una media PGL di 1.43. Le World Series del 1934 furono le ultime in cui entrambe le squadre erano guidate da giocatori-manager.

## Sommario
St. Louis ha vinto la serie, 4-3.
| Gara | Data      | Risultato                                               | Stadio           | Tempo | Pubblico |
| ---- | --------- | ------------------------------------------------------- | ---------------- | ----- | -------- |
| 1    | 3 ottobre | St. Louis Cardinals – 8, Detroit Tigers – 3             | Navin Field      | 2:13  | 42.505   |
| 2    | 4 ottobre | St. Louis Cardinals – 2, Detroit Tigers – 3 (12 inning) | Navin Field      | 2:49  | 43.451   |
| 3    | 5 ottobre | Detroit Tigers – 1, St. Louis Cardinals – 4             | Sportsman's Park | 2:07  | 34.073   |
| 4    | 6 ottobre | Detroit Tigers – 10, St. Louis Cardinals – 4            | Sportsman's Park | 2:43  | 37.492   |
| 5    | 7 ottobre | Detroit Tigers – 3, St. Louis Cardinals – 1             | Sportsman's Park | 1:58  | 38.536   |
| 6    | 8 ottobre | St. Louis Cardinals – 4, Detroit Tigers – 3             | Navin Field      | 1:58  | 44.551   |
| 7    | 9 ottobre | St. Louis Cardinals – 11, Detroit Tigers – 0            | Navin Field      | 2:19  | 40.902   |

## Hall of Famer coinvolti
- Umpire: Bill Klem
- Cardinals: Dizzy Dean, Leo Durocher‡, Frankie Frisch, Jesse Haines, Joe Medwick, Dazzy Vance
- Tigers: Mickey Cochrane, Charlie Gehringer, Goose Goslin, Hank Greenberg

‡ introdotto come manager